# Rebecca Taichman
Rebecca Taichman, all'anagrafe Rebecca Bayla (...) è una regista teatrale statunitense.

## Biografia
Ha studiato all'Università McGill e a Yale. Successivamente ha lavorato come direttrice artistica associata a Washington e poi per la Shakespeare Theatre Company, dove ha diretto La bisbetica domata, La dodicesima notte (2008), Il racconto d'inverno e Cimbelino (2011). Nel 2017 ha raggiunto il successo a Broadway quando ha diretto l'opera di Paula Vogel Indecent, che le è valsa il Lucille Lortel Award e il Tony Award alla miglior regia di un'opera teatrale.